# Periphyllus himalayensis
Periphyllus himalayensis är en insektsart. Periphyllus himalayensis ingår i släktet Periphyllus och familjen långrörsbladlöss. Inga underarter finns listade i Catalogue of Life.